# Симфония № 16 (Моцарт)
Симфония № 16 до мажор, KV 128 — симфония Вольфганга Амадея Моцарта, которая была написана в Зальцбурге в мае 1772 года, когда композитору было шестнадцать лет. Оригинальная партитура симфонии сегодня хранится в Берлинской государственной библиотеке.
Типичное время исполнения произведения составляет 12 минут.

## Структура
Симфония написана в форме неаполитанской увертюры:
- 1. Allegro maestoso, 3/4 ― в сонатной форме. Состоит из 137 тактов.

Audio playback is not supported in your browser. You can download the audio file.
- 2. Andante grazioso, 2/4 ― из 67 тактов

Audio playback is not supported in your browser. You can download the audio file.
- 3. Allegro, 6/8 ― 105 тактов

Audio playback is not supported in your browser. You can download the audio file.

Размер первой части поначалу звучит как 9/8 из-за наличия триолей. Однако, когда начинается вторая половина экспозиции, становится ясно, что размер части на самом деле 3/4. Раздел разработки сравнительно короткий, но в нём присутствуют частые модуляции. В партитуру второй части не включены гобои и валторны ― она написана только для струнных. Эти инструменты снова появляются в третьей части, написанной в форме рондо.
Произведение написано для 2 гобоев, 2 валторн и струнных.